# نانسي ستيفنز
نانسي ستيفنز (بالإنجليزية: Nancy Stephens)‏ هي ممثلة أمريكية، ولدت في 2 يوليو 1949 في تكساس في الولايات المتحدة.

## أعمال

### أفلام
- (1978) هالوين[6][7][8]
- (1981) هالوين 2

## وصلات خارجية
- نانسي ستيفنز على موقع IMDb (الإنجليزية)
- نانسي ستيفنز على موقع ألو سيني (الفرنسية)
- نانسي ستيفنز على موقع قاعدة بيانات الفيلم (الإنجليزية)